# House of Cards (пісня)
«House of Cards» — пісня англійського рок-гурту Radiohead з їхнього сьомого студійного альбому In Rainbows (2007). Пісня прозвучала на американському сучасному рок-радіо 6 квітня 2008 року як промо-сингл. Музичне відео, зняте Джеймсом Фростом, було створено за допомогою лідарної технології і випущено в червні 2008 року. «House of Cards» була номінована на премію Ґреммі за «найкраще рок-виконання дуетом або групою з вокалом», «найкращу рок-пісню» та «найкраще музичне відео».

## Створення
Вокаліст Radiohead Том Йорк вперше виконав «House of Cards» в акустичному виконанні на мітингу Trade Justice 2005 року в Лондоні. За словами басиста, Коліна Ґрінвуда, рання версія мала басовий риф у стилі R.E.M. Йорк і барабанщик Філіп Селвей переробили пісню з ритмом для фінальної версії. Йорк описав її як «м'яку і літню», і порівняв її з інструментальним треком «Albatross» 1968 року гурту Fleetwood Mac.

## Музичне відео
Відеокліп, режисером якого виступив Джеймс Фрост, було знято з мінімальними декораціями у Флориді. У ньому використані візуалізовані зображення обличчя Йорка та кількох інших людей, які перемежовуються із зображеннями заміських пейзажів та людей на вечірці. Замість традиційних камер, відео було знято за допомогою лідарної технології, яка визначає близькість об'єктів за допомогою датчика.
Лідар надав відео зернистого, сітчастого вигляду. Режисери пропустили листи акрилового скла та дзеркал через лазери, щоб створити сцени, в яких зображення виглядає спотвореним, частково зникає або розпадається, ніби його несе вітер. Дані, використані для створення відео, були випущені як відкрите джерело під ліцензією Creative Commons Attribution-Noncommercial-Share Alike 3.0 і доступні на Google Code як сирі дані у форматі CSV, так і з кодом обробки.

## Реліз
«House of Cards» вийшла на сьомому альбомі Radiohead, In Rainbows (2007). Разом з іншою піснею, «Bodysnatchers», вона прозвучала на американському сучасному рок-радіо 6 квітня 2008 року як промо-сингл. На 51-й щорічній церемонії вручення премії Ґреммі вона була номінована в категоріях «Найкраще рок-виконання дуетом або групою з вокалом», «найкраща рок-пісня» і «найкраще музичне відео». Виконання «House of Cards» було включено до концертного відео 2008 року In Rainbows – From the Basement.

## Персоналії
Radiohead
- Колін Ґрінвуд
- Джонні Ґрінвуд
- Ед О'Браєн
- Філіп Селвей
- Том Йорк

Продакшн
- Найджел Ґодріч – продюсування, зведення, звукоінженер
- Річард Вудкрафт – звукоінженер
- Х'юго Ніколсон – звукоінженер
- Ден Греч-Маргера – звукоінженер
- Грем Стюарт – пре-продакшн
- Боб Людвіг – мастеринг

Художнє оформлення
- Стенлі Донвуд
- Dr Tchock